# Radio Alfa
Radio Alfa er navnet på seks danske lokale radiostationer i henholdsvis Randers (Kronjylland/Djursland), Skive, Svendborg (Sydfyn, Herning, Åbenrå og Silkeborg. 
Radio Alfa gik i luften den 31. august 1994 som en søsterkanal til Radio ABC. Radio ABC var dermed den første danske radiostation, der lancerede to formater til det samme lokalområde. Formålet med to-format-systemet var blandt andet at ramme en ældre målgruppe, end Radio ABC kunne. Siden hen har mange andre danske lokale radiostationer også benyttet sig af to-format-systemet. 
I 2006 startede Radio Alfa i Skive via søsterstationen Radio Skive, der i 2001 var blevet en del af ABC-gruppen.  
Radio Alfa gik i luften på Sydfyn den 30. november 2009 kl. 6.00 i samarbejde med Radio Diablo.  
Den 1. juli 2011 startede Radio Alfa i Herning, som "Radio Alfa Midtjylland", i et samarbejde med Herning Folkeblad. 
Den 2. september startede Radio Alfa i Sønderjylland, hvor Radio MOJN i forvejen sender.
I september 2013 startede den 6. Radio Alfa i Silkeborg.
Poul Foged er programchef for alle landets Radio Alfa-stationer.
Radio Alfa betegnes som en lokal radio med lokale nyheder, lokale studieværter og lokale reklamer. 

## Musikken
Musikken på Radio Alfa var de første år meget dansktop/slager-orienteret, men nu bliver der både spillet hits fra før i tiden – såsom ABBA, Smokie, Elvis Presley, Beatles og Tina Turner – samt dansk musik med kunstnere som bl.a. Poul Krebs, Lars Lilholt, Shu-bi-dua, og Kim Larsen
I løbet af årene er der blandt andet blevet sendt lytterbestemte hitlister som ’Alletiders Juletop 100’, 'Alletiders Sommer Top 100', 'Alletiders Top 500' og 'Årtiets Top 100'. Nytårsaftensdag 2009 blev der sendt en 'Årtiets Top 100', som er en top 100 over 00'ernes største hits på Radio Alfa. Listen, som i modsætning til kanalens forskellige 'Alletiders'-lister ikke er en lytterbestemt liste.
Alletiders Top 500 er en lytterbestemt hitliste over de 500 største hits gennem tiderne, som er blevet sendt 17 gange. Hitlisten blev første gang sendt i pinsen 2005 og anden gang i november 2005. Siden hen er 'Alletiders Top 500' blev sendt hvert år i påsken, senest i påsken 2024, efter at lytterne har stemt på hjemmesiden. Langt de fleste gange er listen blevet toppet af Lars Lilholts "Kald Det Kærlighed", men der har været fem undtagelser: i november 2005 blev listen topppet af Smokie - "Living Next Door To Alice", i 2014 blev listen toppet af Robbie Williams' "Angels" og i år 2019 blev sangen, formentlig pga Kim Larsens nylige død, overhalet af såvel Gasolin' - "Kvinde min" og Kim Larsen - "Pianomand". I 2024 blev listen toppet af Rasmus Seebach - "Øde Ø", mens Lars Lilholts "Kald Det Kærlighed" var nede på 5. pladsen. 
I 2025 var listen udvidet til en Alletiders Top 1000 liste, som blev toppet af Gasolin' - "Kvinde Min", mens Lars Lilholts "Kald Det Kærlighed" var nede på 16. pladsen. 
Kunstnere med flest sange på listen gennem årene er, i nævnte rækkefælge, ABBA, Kim Larsen, Lars Lilholt, Elvis Presley, Rasmus Seebach, Anne Linnet, Bamses Venner, TV-2, Bruce Springsteen, Rod Stewart, Shu-bi-dua, Sanne Salomonsen, Thomas Helmig, Laban, Cliff Richard og Queen.
Radio Alfa sender hver lørdag kl. 14.00 (genudsendes søndag kl. 18.00) "Retro top 40". Her går man 25 år tilbage i tiden og præsenterer den aktuelle single hitliste fra dengang.